# René Mauries
Cet article possède des homonymes et des paronymes, voir Mauries (homonymie).
Ne doit pas être confondu avec René Mauriès.
René Mauries, né le 30 novembre 1920 à Dénat et mort le 30 décembre 2000 à Albi, industriel albigeois et toulousain, huitième président de la fédération française de rugby à XIII. Il est en poste de 1971 à 1981. À noter qu'à cette époque la fédération française de rugby à XIII avait pour nom fédération française de jeu à XIII.
Il est confronté à un contexte d'opposition avec les quinizistes : ces derniers décident de requalifier des joueurs treizistes, autrement dit de les réintégrer dans le giron de la FFR , rendant le « recrutement dans un seul sens impossible ». En réaction, il impose une politique de formation.

## Biographie
Né près d'Albi où ses parents sont restaurateurs, René Mauriès, ayant son brevet de pilote d'avion, se fait connaître avec le développement des « avions taxis ». Il occupe également le rôle de président de l'écurie Cathare (courses autos d'amateurs). 
Il dirige d'abord le RC Albi (de 1953 à 1961) et, sous sa présidence, le club remporte le titre de champion de France. Il dirigera ensuite le rugby à XIII en français en donnant l'impression de négocier avec le rival quinziste sur un pied d'égalité.